# Aprendizaje basado en juegos
El aprendizaje basado en juegos (en inglés: game-based learning, abreviado GBL) es un tipo de aprendizaje que resulta motivador para el alumno y facilita que participe en experiencias de aprendizaje activo.

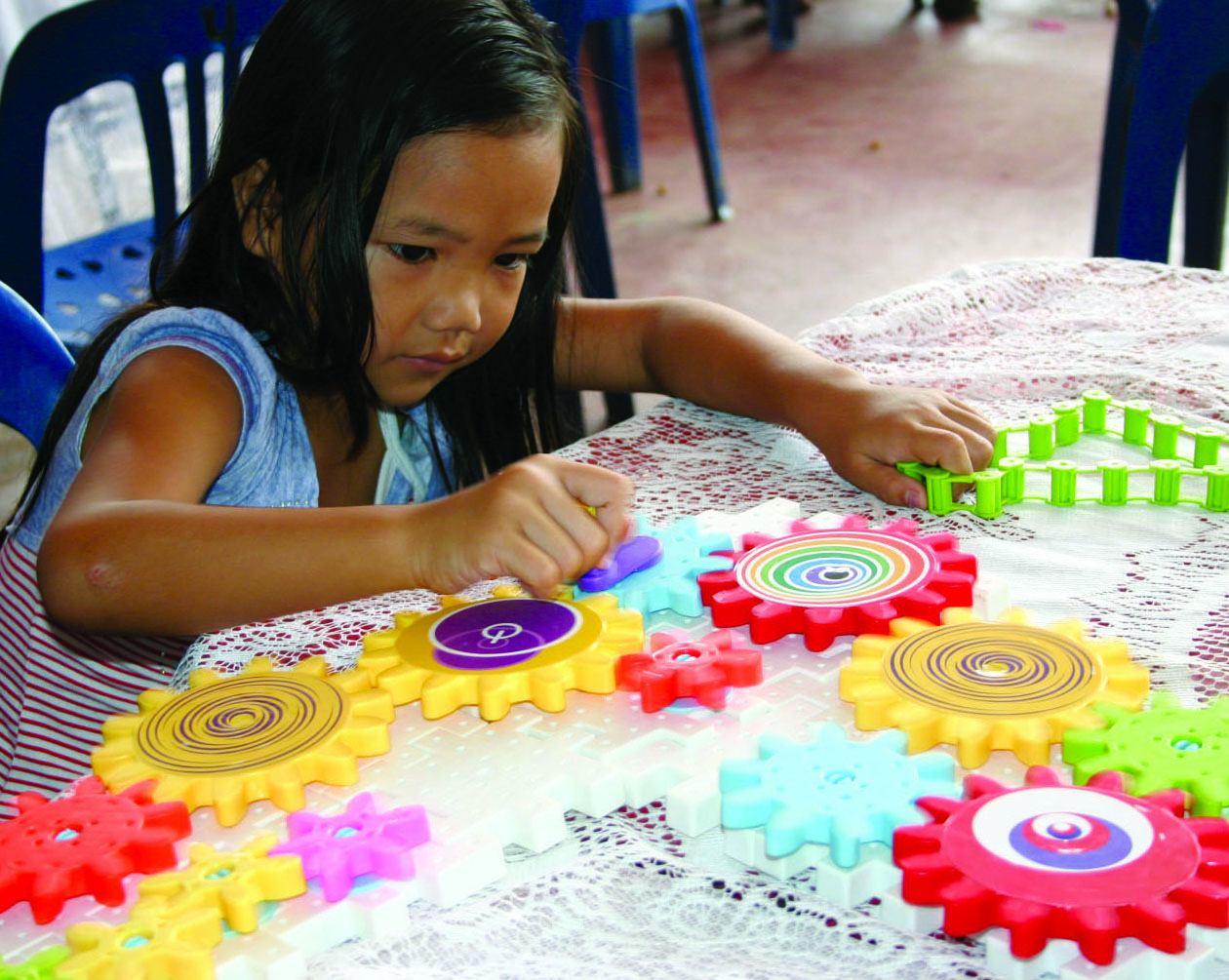
Niña de Laos explora cómo funcionan los engranajes.

Este aprendizaje está clasificado como una rama de los juegos que se ocupa de asumir los objetivos de aprendizaje desde otros entornos. Estos están diseñados con el fin de equilibrar las aulas, dando estrategias innovadoras que potencien la capacidad de la persona para aprender-jugar y al mismo tiempo le permita resolver problemas de la vida diaria. Por tanto, el juego como estrategia educativa podría ser la clave a la resolución de muchos de los problemas que se dan en el aula (falta de atención, desmotivación, etc.).
El GBL se expone como un enfoque de enseñanza donde los estudiantes desarrollan los aspectos relevantes de los juegos, desde la incorporación de un contexto de aprendizaje diseñado por las educadoras y los educadores. Profesorado y alumnado trabajan en equipo con el fin de añadir profundidad y perspectiva a la experiencia de interacción con el juego. Estos avances han formado una nueva concepción de lo que son las experiencias educativas, permitiendo la construcción del aprendizaje mediado por los juegos y aportando así cierto grado de interactividad que pueda repercutir en un mejor aprendizaje.
Es más que un juego con el único fin de divertir, se trata de una herramienta para apoyar el aprendizaje. Partiendo de eso, se puede establecer como una práctica situada donde los jugadores, a medida que van avanzado en las dinámicas del juego, deben evidenciar unas habilidades, conocimientos y competencias que muestran el alcance de los objetivos de aprendizaje. Esto encaja con la definición de aprendizaje significativo del psicólogo y pedagogo americano David Ausubel, que postula que el aprendizaje debe ser un proceso activo en el que el estudiante se involucre razonando, pensando, construyendo relaciones conceptuales y esforzándose por integrar o discriminar conocimientos previos.

## Características

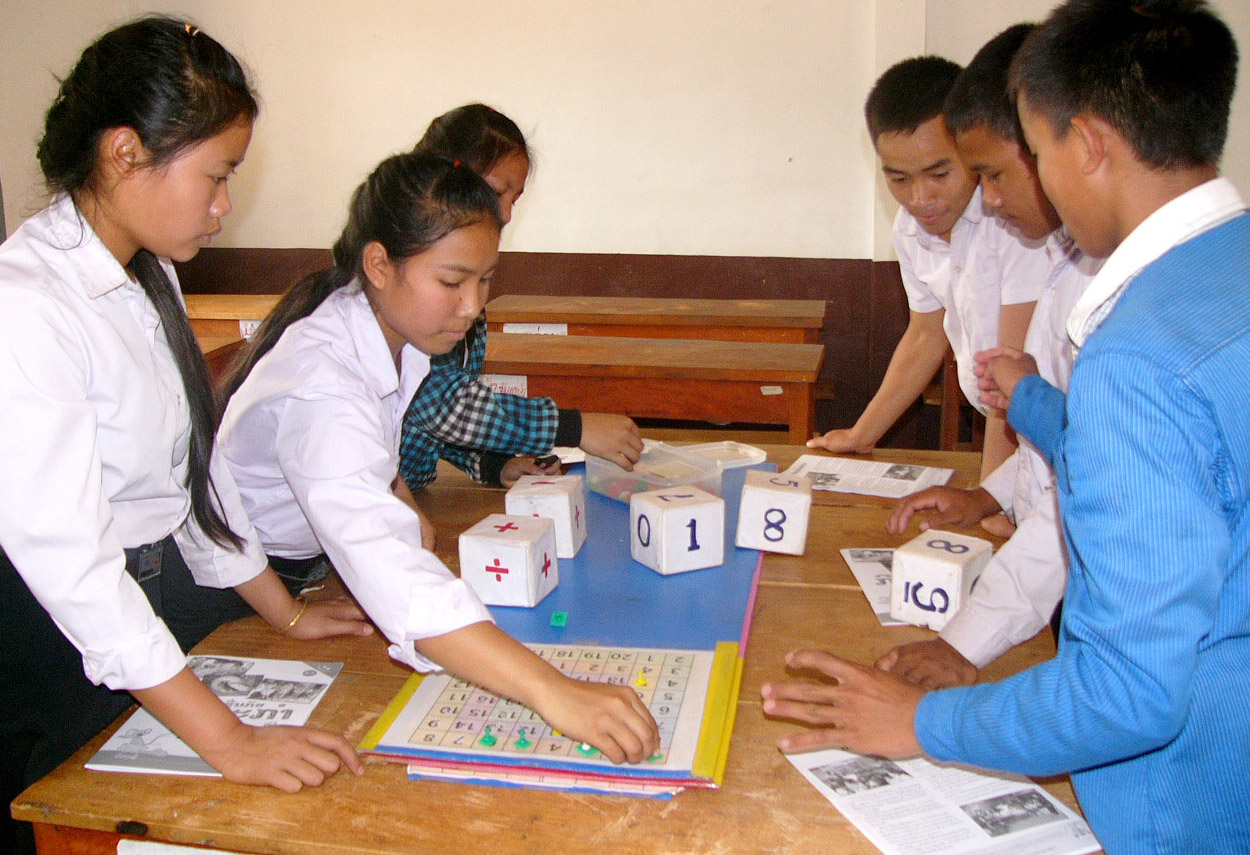
Alfabetización numérica mediante el juego de Bingo

Los juegos tienen unas características básicas que habitualmente requieren  una serie de fortalezas físicas y mentales así como la necesidad del seguimiento de una serie de reglas de cara a conseguir un objetivo. Por otro lado, los juegos implican una competición que puede desarrollarse entre los distintos participantes, con una computadora o incluso con uno mismo. Además, los buenos juegos son intrínsecamente motivadores y ofrecen la cantidad justa de dificultad.
La cuantificación de la dificultad de un juego parte de la elaboración de un perfil de usuario en el que se almacenan los conocimientos del jugador/aprendiz y por tanto el software ajusta los niveles de dificultad en función de los logros que vaya alcanzando el alumno, evoluciona considerando tanto sus actuaciones como sus decisiones.
Las simulaciones y los micromundos tienen bastantes similitudes funcionales con los juegos y todos ellos pueden ser herramientas del aprendizaje, pero no deben confundirse. Mientras que las simulaciones constituyen versiones simplificadas de la realidad que difieren de su correlato real, los micromundos también son entornos simplificados, aunque frecuentemente mucho más conceptuales. En definitiva, es un método parecido al aprendizaje basado en problemas, ya que el docente propone una serie de problemas a los alumnos que éstos deben solucionar.
Los juegos serios o formativos son aquellos cuyo objetivo de aprendizaje entra dentro del ámbito de la educación, sanidad, política pública y comunicación estratégica con un valor añadido relativo a la concienciación o la denuncia social, la política etc. Aunque también pueden encontrarse como simulación o entrenamiento en habilidades complejas o peligrosas. En el ámbito educativo, el tipo de juego puede variar según la asignatura, por lo que el profesor tiene margen para improvisar y demostrar su creatividad a la hora de elaborarlo. Su objetivo es que el juego sirva de aliciente para que los alumnos atiendan más durante la clase y no se distraigan con demasiada frecuencia. Algunas investigaciones muestran cómo usar los juegos de manera efectiva con alumnos mayores, creando una red temática y compartiendo buenas prácticas.
Existen muchas investigaciones que defienden el aprendizaje basado en el juego como la forma en la que el ser humano aprende de manera más significativa. Son los mecanismos cerebrales innatos que tenemos las personas al nacer, los que favorecen el aprendizaje jugado por encima de otros tipos y métodos de aprendizaje, y es que, el ser humano, desde que nace, tiene un impulso vital por jugar y así puede observarse en cualquiera de sus primeras interacciones con su entorno.
El juego proporciona placer y satisfacción a través de la necesidad natural que constituye. El alumno prueba, explora y asume con normalidad el error porque le permite mejorar y eso constituye una gran satisfacción. Disfruta el proceso, estimula la curiosidad y le permite al alumno descubrir nuevas oportunidades y le hace ser más creativo. Ir avanzando requiere que se vaya preguntando continuamente sobre qué decisiones tomar. Estimula el afán de superación, de reto y la autoconfianza: la retroalimentación generada a través del juego hace que el alumno persevere y siga afrontando los nuevos retos. Y esto mejora la autoestima, el reconocimiento social del resto de compañeros y constituye una estupenda forma de fomentar la resiliencia. Supone una oportunidad de expresar los sentimientos: al jugar se expresan de forma natural las emociones. El alumno asume su protagonismo y en la vorágine del juego se manifiesta tal como es. Favorece la interiorización de pautas y normas de comportamiento social: cualquier juego tiene sus propias reglas que se deben conocer y respetar. Muchos alumnos que son incapaces de mantener unas normas elementales, durante el juego se muestran totalmente respetuosos con las mismas. Estimula el desarrollo de funciones físicas, psíquicas, afectivas y sociales: dependiendo del tipo de juego, ejercitaremos unas funciones corporales u otras. Especialmente interesantes serán los juegos grupales que facilitarán el aprendizaje cooperativo.
Todo esto queda, a su vez, refutado por la neurociencia, disciplina encargada del estudio del cerebro y la neuroeducación, encargada de aplicar, en el ámbito educativo, los avances e informaciones que se obtienen de la primera disciplina. Siguiendo por la rama de la neuroeducación, el aprendizaje basado en el juego promueve que el organismo segregue determinadas sustancias como son: la oxitocina (encargada del placer), la dopamina (encargada de las emociones y muy relacionada con la función motora) y la serotonina (encargada de regular procesos relacionados con la felicidad, la depresión, etc.). Pues bien, si el juego, favorece la segregación de sustancias que afectan tan positivamente a las personas, es evidente que el aprendizaje jugado es una fórmula perfecta a difundir y fomentar en el ámbito educativo.

## Fundamentos psicológicos

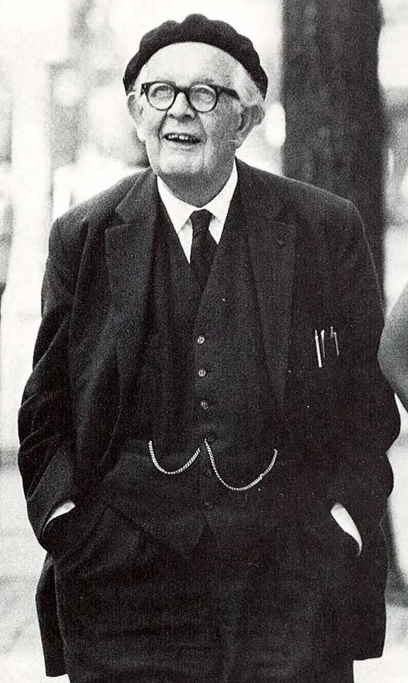
Jean Piaget

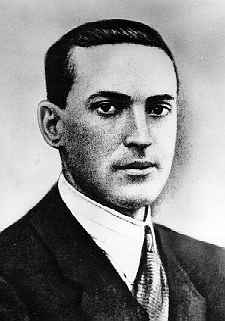
Lev Vygotski

En el ámbito de la enseñanza-aprendizaje uno de los primeros interrogantes a los que se enfrentaron los expertos fue ¿cómo se aprende? Los psicólogos educativos han propugnado diferentes teorías que explican el modo en que el ser humano aprende a lo largo de su vida, investigaciones en las que han utilizado la teoría del desarrollo cognitivo del psicólogo suizo Piaget sobre la naturaleza y el desarrollo de la inteligencia humana aplicándola a la educación.
Si Huizinga toma el juego desde un punto de vista sistemático, Jean Piaget centra su interés en los aspectos psicológicos. Para él, el juego constituye una de las manifestaciones más importantes del pensamiento infantil, ya que a través de él el niño desarrolla nuevas estructuras mentales a lo largo de sus distintas etapas evolutivas. En este sentido, distingue entre juegos motores o de ejercicio, juegos simbólicos y juegos de reglas.
Lev Vygotski, por su parte, subraya que los dos elementos que caracterizan al juego son la circunscripción del mismo a una esfera imaginaria y la existencia de reglas. Él también clasifica los juegos en tres grandes grupos a lo largo de su evolución: juegos con distintos objetos, juegos constructivos y juegos de reglas. Asimismo, Vygotski afirma que los juegos "constituyen la fuente principal de desarrollo cultural en el niño, y en particular, del desarrollo de la actividad simbólica", ya que ,en la infancia, la actividad simbólica que se da en los juegos les ayudará a comprender el mundo del que forman parte. (Valsiner 1994, 151; traducción propia).
La contribución de estos dos autores es de vital importancia para nuestro tema, ya que el constructivismo es, generalmente, el marco conceptual que guía el diseño de entornos de aprendizaje efectivos. Es más, en el aprendizaje actual con base en competencias-clave se recurre al constructivismo como el enfoque educativo que mejor se adapta a los procesos de construcción de las competencias. Una visión construida, como queda dicho, sobre el enfoque psicogenético de Piaget, la teoría de los esquemas cognitivos de Goodman y Smith (sobre el proceso de aprendizaje de la lectura) y la teoría de Vygotski, entre otras contribuciones. 
Sin embargo, "muchos investigadores conceptualizan el aprendizaje como un constructo multidimensional de habilidades de aprendizaje, resultados de aprendizaje cognitivo, así como conocimiento procedimental, declarativo y estratégico y actitudes". En este sentido destacan a otros autores, como Garris,  que han desarrollado modelos de aprendizaje basado en juegos a partir del ciclo de aprendizaje descrito por David A. Kolb.
Asimismo, hay expertos que han destacado el valor del conductismo como marco conceptual adecuado para el desarrollo de este tipo de aprendizaje, mediante la creación de prácticas basadas en el ensayo-error y al amparo de la hipótesis general de que el éxito global de la experiencia resultará mucho más efectivo y motivador. Al hilo de esta reflexión, investigadores como Prensky aceptan la premisa de que el error abre la puerta del aprendizaje, pero consideran que su efectividad depende de que el usuario reciba un feedback apropiado (realimentación positiva) o algún tipo de ayuda contextual cuando yerre.
La motivación es un aspecto que los juegos son capaces de potenciar. Se trata de un aspecto clave por varias razones:
- La motivación lleva a un aumento del esfuerzo y de la energía.[15]
- Aumenta las posibilidades de iniciar y persistir en una actividad.[16]
- Mejora la capacidad de atención.[17]
- Mejora el rendimiento académico.[18]
- Mejora la motivación extrínseca e intrínseca.

Los juegos han demostrado tener un gran poder motivador.  Esto se debe a la capacidad de los elementos constituyentes de los juegos-puntos, medallas, tablas clasificatorias, marcos narrativos de la actividad, trabajo en grupos-  para atender las necesidades básicas que impulsan la acción del ser humano:  competencia, autonomía y pertenencia al grupo.
Si bien es cierto que las investigaciones llevadas a cabo en el campo del aprendizaje basado en juegos han sido abundantes, muy pocos estudios tienen en consideración la importancia de las teorías del aprendizaje.

## Diferenciación entre aprendizaje basado en juegos y ludificación
Aunque puedan parecer lo mismo, el aprendizaje basado en juegos y la ludificación (también conocida como gamificación) no son lo mismo.
La ludificación se basa en utilizar las dinámicas y las reglas del juego en un entorno no necesariamente lúdico, por ejemplo educación o en el mundo laboral. Además se apoya en la consecución por parte del participante de una serie de premios y recompensas (puntos, trofeos, clasificación, etc).
Sin embargo, el aprendizaje basado en juegos se puede diferenciar en el uso de juegos completos para adquirir una serie de conocimientos que permiten adquirir unos objetivos planteados. Hablando de educación, se puede decir que permite al alumno alcanzar los objetivos educativos planteados por el profesor. Estos conocimientos deben extrapolarse del juego y ser aplicables en la vida real.
En resumen, la principal diferencia es que la ludificación enmascara de juego situaciones de la vida cotidiana para incrementar el aprendizaje y la motivación de los participantes, mientras que el aprendizaje basado en juegos sitúa en él un problema del mundo real para facilitar su comprensión y hacerlo más fácil de entender.
En la siguiente tabla se muestran las principales diferencias:
| Aprendizaje basado en juegos                  | Ludificación                                                  |
| --------------------------------------------- | ------------------------------------------------------------- |
| Uso de juegos en el aula con un fin didáctico | Estrategias de juego en contextos no lúdicos (aula)           |
| Adecuación del contenido al juego             | Adecuación de las reglas o estrategias de juego al contenido. |
| Juegos: reglas y objetivos concretos          | Juegos: puntos o recompensas                                  |
| Al jugar, se puede perder                     | No se pierde puesto que el objetivo suele ser la motivación   |
| Jugar es gratificante en sí mismo             | Puede ser o no gratificante                                   |

## Ventajas e inconvenientes
La integración de actividades lúdicas en el contexto escolar proporciona gran cantidad de ventajas entre las que destacan las siguientes:
- Facilita la adquisición de conocimientos y el desarrollo de capacidades cognitivas superiores
- Dinamiza las sesiones de enseñanza-aprendizaje, mantiene y acrecienta el interés del alumnado ante ellas y aumenta su motivación para el estudio
- Fomenta la cohesión del grupo y la solidaridad entre iguales.
- Favorece el desarrollo de la creatividad, la percepción y la inteligencia emocional, y aumenta la autoestima.
- Permite abordar la educación en valores, al exigir actitudes tolerantes y respetuosas.
- Aumenta los niveles de responsabilidad de los alumnos, ampliando también los límites de libertad.
- Motiva al alumno captando su atención y proporcionándole un entorno atractivo, interesante y además lúdico.
- Este tipo de metodología empodera al alumnado, le motiva en la adquisición de conocimientos, esto implica a su vez un aprendizaje y una diversión fomentada por la interacción social con el resto de compañeros/as y el docente.[25]
- Los alumnos que sacan peores notas suelen mejorar su rendimiento académico gracias al uso de juegos educativos.
- Desarrollo[26] del pensamiento reflexivo y del razonamiento.
- Desarrollo de las habilidades necesarias para resolver conflictos o situaciones problemáticas.
- Desarrollo de la capacidad visual y espacial.
- Desarrollo de la habilidad oculo-manual. Ayuda a construir las habilidades físicas y psicomotoras que el niño y del adolescente necesitan en esa etapa de su vida.

Asimismo, la inclusión de los juegos en línea en el aula proporciona una gran cantidad de beneficios, los cuales son los siguientes:
- El ABJ con TIC ayuda a captar la atención del alumnado.
- Además, al plantearse diferentes situaciones, el alumnado mostrará su autonomía y deberá ser capaz de dar solución a las mismas.
- También, les ayuda a razonar, ya que deben saber el motivo por el que hacen cada cosa y llevan a cabo cada una de las acciones en el juego. Ejercitando de esta forma los conocimientos de forma activa.
- Mediante el ABJ con TIC, el alumnado recibe un "feedback" instantáneo
- También le aporta beneficios al docente a partir de la visualización de lo que el niño/a está llevan a cabo y su forma de jugar.
- Al estar jugando y deber buscar soluciones a ciertos aspectos, esto hace que se fomente la creatividad del alumnado y se desarrolle su imaginación.
- Por último, contribuirá a la alfabetización digital de los diferentes estudiantes.

Por otro lado, el uso de las nuevas tecnologías en los centros y las aulas también conlleva a una serie de inconvenientes, los cuales son los siguientes:
- Al tratarse juegos, los/as estudiantes pueden distraerse, ya que es difícil, por parte del profesor, tener un control exhaustivo del aula.
- Cuando se realicen juegos de búsqueda de información, los alumnos/as emplearán mucho más tiempo al buscar la misma en las numerosas fuentes que nos ofrece la red.
- Si los alumnos/as están realizando un juego en el que deba buscar información, éste deberá ser conocedor sobre cómo distinguir si una información o juego es o no fiable, por lo tanto, deberán tener una formación adicional al respecto.
- En el caso de que el docente proponga muchos juegos individuales y pocos grupales, promoverá al aislamiento.

En el año 2007, mediante una iniciativa de europarlamentarios, se usó el videojuego Imperivm en el Parlamento Europeo para demostrar que los videojuegos pueden ser útiles para la enseñanza a los jóvenes.
Por otro lado, son muchos los sectores que han mostrado reservas o señalado inconvenientes a la hora de considerar los videojuegos como herramientas educativas. Generalmente se refieren a la violencia, la adicción, el aislamiento o el sexismo. Sin embargo, no se han hallado evidencias científicas de que el uso de este tipo de juegos desencadene conductas agresivas o patológicas.
La amenaza de adicción responde al número de horas empleadas en un juego, pero dicha cantidad es muy importante en los juegos educativos porque constituyen tiempo de instrucción. También puede responder a que el alumno se motive gracias a la historia o eje narrativo en la que se ha contextualizado la actividad. Además, la dedicación disminuye progresivamente a medida que el jugador aprende los rudimentos básicos del juego, explora los retos, etc.
En cuanto al aislamiento, si bien se puede jugar en solitario, los juegos preferidos por buena parte de los usuarios son aquellos en los que participan varios jugadores colaborativa o competitivamente de forma presencial y en línea. Incluso cuando hay un solo mando disponible es frecuente que los demás jugadores intenten aportar soluciones, opiniones, etc., generando así un clima de participación.
Aunque sí se ha dado el sexismo en los videojuegos con frecuencia, muchos diseñadores han optado por juegos que rompen con estereotipos sexistas, no tanto en respuesta a grupos feministas como para captar la atención de un público más amplio. En cualquier caso, siempre puede usarse como pretexto para iniciar un debate sobre los estereotipos sexuales.

## El rol del docente
La principal objeción radica en la dificultad de medir o valorar en qué grado se ha conseguido el aprendizaje por parte del alumno, ya que dicho aprendizaje se ha definido como implícito.
La segunda tiene que ver con el papel del docente en las aulas que incorporan este tipo de aprendizaje, donde es más bien acompañante, entrenador o guía que profesor en el sentido tradicional del término (instructor-directivo). Son muchos los que se resisten a perder el control del proceso de enseñanza-aprendizaje porque consideran que perderían el control del aula.
La última tiene que ver con la brecha digital, referida a la separación que existe con respecto al manejo y dominio de los dispositivos digitales entre los alumnos del siglo XXI y un profesorado que no ha crecido manejándolos. Al primer grupo se le califica con el nombre de nativo digital (también llamados Generación Z o iGeneration), y a los segundos como inmigrantes digitales. Esta diferencia reforzaría el temor de los docentes con respecto a la pérdida del control de la clase.
Este tipo de metodología debe planificarse. La programación de un juego educativo, se debe integrar como parte misma de una programación de aula, por lo tanto debe secuenciarse, debe establecerse la metodología de la misma, los recursos, agrupamientos, las capacidades o competencias que pretendemos alcanzar con ella en el aula, y por supuesto debe evaluarse.
El rol de la función docente en este tipo de aprendizaje no solo ejerce de profesor al uso, sino que también actúa como guía, acompañante o entrenador. Si bien es cierto, que muchos de ellos temen perder el control de la clase al tratase de una figura más cercana al alumnado.
No debemos olvidar que el aprendizaje basado en juegos a través de las TIC fomenta el trabajo autónomo de los alumnos, que se divierten aprendiendo. El rol del docente ha de ser el de guiar el juego y en consecuencia, el aprendizaje.

## Rol de los alumnos
En cuanto al papel del estudiante, se convierte en el protagonista del proceso de enseñanza aprendizaje, adoptanto un papel activo, autoregulando y asumiendo la responsabilidad personal en su aprendizaje.
Así pues, con el aprendizaje basado en juegos buscamos incrementar la motivación del propio alumno para lograr ese aprendizaje autorregulado. Es cierto  que los estudiantes tienen distintos intereses y motivaciones, pero también es verdad que podemos incrementar su motivación, pro actividad e iniciativa personal si fomentamos su curiosidad (tan propia de estas edades) y potenciamos el aspecto lúdico, tan presente en el ser humano.
Las funciones básicas del alumno son:
- Desarrollar la creatividad y curiosidad propia de estas edades.
- Participar en los juegos y actividades propuestos por el profesor con una actitud activa.
- Reflexionar sobre el propósito de los mismos y las posibilidades en el aprendizaje.
- Fomentar el aprendizaje colaborativo y la participación conjunta.

En cuanto al papel del estudiante, se convierte en el protagonista del proceso de enseñanza aprendizaje, adoptando un papel activo, autorregulando y asumiendo la responsabilidad personal en su aprendizaje.
Algunas implicaciones acerca del rol del alumno serían el trabajo cooperativo que permite a los alumnos trabajar y aprender entre sí y el acceso a un gran abanico de recursos de aprendizaje.